# 이상직 (신학자)
이상직은 대한민국의 신학자이다. 서울신학대학교에서 조직신학 교수를 역임하고 은퇴하였다. 한국개혁신학회 회장과 한국조직신학회 회장을 역임하였다. 알프레드 화이트헤드의 철학과 신학의 전문가로 평가받는다.

## 학력
- 서울대학교 철학과(B. A.)
- 서울신학대학교(B. D.)
- 미국 Chicago Theological Seminary(Th. M.)
- 미국 Chicago Theological Seminary(Ph. D.)

## 주요경력
- (전) 서울신학대학교 교수 및 이사
- (전) 대학촌교회 담임목사 및 설교목사 및 이사
- (전) 한국사랑의집짓기운동본부 천안아산지회 실행위원장 및 이사
- (전) 호서대학교 기독교학부 교수, 연합신학전문대학원장,
- (전) 호서대학교 학사부총장
- (현) 호서대학교 기독교학부 명예교수

## 학회활동
- 한국개혁신학회 회장
- 한국조직신학회 회장

## 주요연구업적
- A Theory and Praxis of Religious Symbolism in the Philosophy of Alfred North Whitehead (Dissertation)

몰트만의 교회론: 하나님의 영광과 세계의 해방을 위한 교회론 (조직신학논총, 12집, 2005)
외 다수

## 같이 보기
- 대한민국의 신학자 목록